# Campeonato Mundial de Atletismo Sub-20 de 2022 - 800 m masculino
A prova dos 800 metros masculino do Campeonato Mundial de Atletismo Sub-20 de 2022 ocorreu entre os dias 4 a 6 de agosto de 2022 no Estádio Olímpico Pascual Guerrero, em Cali, na Colômbia.

## Recordes
Antes desta competição, os recordes mundiais e do campeonato nesta prova eram os seguintes:
|       | Nome              | Nacionalidade | Tempo   | Local   | Data                 |
| ----- | ----------------- | ------------- | ------- | ------- | -------------------- |
| WU20R | Nijel Amos        | Botswana      | 1:41.73 | Londres | 9 de agosto de 2012  |
| CR    | Emmanuel Wanyonyi | Quênia        | 1:43.76 | Nairóbi | 22 de agosto de 2021 |
| WU20L | Emmanuel Wanyonyi | Quênia        | 1:44.01 | Nairóbi | 25 de junho de 2022  |

## Medalhistas
| Ouro               | Prata                  | Bronze             |
| Ermias Girma (ETH) | Heithem Chenitef (ALG) | Ethan Hussey (GBR) |

## Cronograma
Todos os horários são locais (UTC-5).
| Data        | Hora  | Evento    |
| ----------- | ----- | --------- |
| 4 de agosto | 07:05 | Bateria   |
| 5 de agosto | 12:50 | Semifinal |
| 6 de agosto | 13:16 | Final     |

## Resultados

### Bateria
Qualificação: Os 3 primeiros de cada bateria (Q) e os 3 tempos mais rápidos (q).
| Posição | Bateria | Atleta                    | Nacionalidade  | Tempo          | Notas           |
| ------- | ------- | ------------------------- | -------------- | -------------- | --------------- |
| 1       | 1       | Ermias Girma              | Etiópia        | 1:48.39        | Q               |
| 2       | 6       | Mersimoi Kasahun          | Etiópia        | 1:48.54        | Q               |
| 3       | 3       | Kacper Lewalski           | Polónia        | 1:48.59        | Q               |
| 4       | 6       | Bader Alsweed             | Kuwait         | 1:48.60        | Q               |
| 5       | 3       | Ole Jakob Solbu           | Noruega        | 1:48.78        | Q               |
| 6       | 6       | Jakub Dudycha             | Chéquia        | 1:48.83        | Q               |
| 7       | 3       | Giovanni Lazzaro          | Itália         | 1:48.89        | Q               |
| 8       | 6       | J'voughnn Blake           | Jamaica        | 1:48.97        | q               |
| 9       | 3       | Luke Hitchcock            | Nova Zelândia  | 1:49.21        | q,              |
| 10      | 1       | James Harding             | Nova Zelândia  | 1:49.30        | Q               |
| 11      | 1       | Malik Skupin-Alfa         | Alemanha       | 1:49.80        | Q               |
| 12      | 3       | Arjun Waskale             | Índia          | 1:49.83        | Recorde pessoal |
| 13      | 3       | Shuta Azuma               | Japão          | 1:50.22        |                 |
| 14      | 7       | Ethan Hussey              | Reino Unido    | 1:50.28        | Q               |
| 15      | 7       | Samuel Rodman             | Estados Unidos | 1:50.36        | Q               |
| 16      | 4       | Abdo-Razak Hassan         | Djibuti        | 1:50.47        | Q               |
| 17      | 7       | Bartosz Kitliński         | Polónia        | 1:50.49 [.483] | Q               |
| 17      | 7       | Luke Boyes                | Austrália      | 1:50.49 [.483] | Q               |
| 19      | 1       | Siphesihle Khoza          | África do Sul  | 1:50.50        |                 |
| 20      | 6       | Martin Mauluka            | Zâmbia         | 1:50.57        | Recorde pessoal |
| 21      | 5       | Heithem Chenitef          | Argélia        | 1:50.71        | Q               |
| 22      | 4       | Samuel Reardon            | Reino Unido    | 1:50.87        | Q               |
| 23      | 5       | Dominic Kiptoo Barngetuny | Quênia         | 1:50.96        | Q               |
| 24      | 5       | Matthew Erickson          | Canadá         | 1:50.99        | Q               |
| 25      | 1       | János Kubasi              | Hungria        | 1:51.01        |                 |
| 26      | 5       | Francesco Pernici         | Itália         | 1:51.07        |                 |
| 27      | 1       | Kizuku Ushiroda           | Japão          | 1:51.16        |                 |
| 28      | 7       | Žiga Jan                  | Eslovênia      | 1:51.27        |                 |
| 29      | 5       | Elija Ziem                | Alemanha       | 1:51.28        |                 |
| 30      | 2       | Noah Kibet                | Quênia         | 1:51.37        | Q               |
| 31      | 2       | Charlie Jeffreson         | Austrália      | 1:51.69 [.682] | Q               |
| 32      | 4       | Paul Anselmini            | França         | 1:51.69 [.687] | Q               |
| 33      | 2       | Miles Brown               | Estados Unidos | 1:51.82        | Q               |
| 34      | 2       | Ramón Wipfli              | Suíça          | 1:52.06        |                 |
| 35      | 1       | Elias Oliveira            | Brasil         | 1:52.34        |                 |
| 36      | 5       | Uku-Renek Kronbergs       | Estónia        | 1:52.44        |                 |
| 37      | 7       | Beer Harms                | Países Baixos  | 1:52.54        |                 |
| 38      | 2       | Riley Flemington          | Canadá         | 1:52.62        |                 |
| 39      | 6       | Edwin Santos              | Porto Rico     | 1:52.63        |                 |
| 40      | 4       | Jiří Pavel Češka          | Chéquia        | 1:52.66        |                 |
| 41      | 3       | Pradeep Senthilkumar      | Índia          | 1:52.78        |                 |
| 42      | 2       | Janio Marcos Gonçalves    | Brasil         | 1:52.98        |                 |
| 43      | 4       | Karabo Try Madonsela      | África do Sul  | 1:53.21        |                 |
| 44      | 6       | Husain Mohsin Al-Farsi    | Omã            | 1:53.32        |                 |
| 45      | 4       | Anže Požgaj Svit          | Eslovênia      | 1:53.44        |                 |
| 46      | 5       | Adrian Nethersole         | Jamaica        | 1:53.91        |                 |
| 47      | 2       | Gonzalo Gervasini         | Uruguai        | 1:54.41        |                 |
| 48      | 3       | Seif Eddine Hafsi         | Argélia        | 1:54.71        |                 |
| 49      | 7       | Pedro Alejandro Marín     | Colômbia       | 1:56.15        |                 |
| 50      | 4       | Aleksa Tomić              | Sérvia         | 1:56.41        |                 |
| 51      | 5       | Ahmed Wisaam              | Maldivas       | 2:01.26        |                 |
| 52      | 4       | Tajhjani Brooks           | Anguila        | 2:03.37        |                 |
| 53      | 6       | Louis Low-Beer            | Suíça          | 2:49.40        |                 |
| 54      | 7       | Benjamin Olsen            | Noruega        | DNS            | DNS             |

### Semifinal
Qualificação: Os 2 primeiros de cada bateria (Q) e os 2 tempos mais rápidos (q). 
| Posição | Bateria | Atleta                    | Nacionalidade  | Tempo   | Notas |
| ------- | ------- | ------------------------- | -------------- | ------- | ----- |
| 1       | 3       | Noah Kibet                | Quênia         | 1:46.37 | Q     |
| 2       | 3       | Samuel Reardon            | Reino Unido    | 1:46.80 | Q,    |
| 3       | 3       | Mersimoi Kasahun          | Etiópia        | 1:46.95 | q,    |
| 4       | 1       | Ermias Girma              | Etiópia        | 1:47.96 | Q     |
| 5       | 3       | James Harding             | Nova Zelândia  | 1:48.00 | q     |
| 6       | 1       | Ethan Hussey              | Reino Unido    | 1:48.18 | Q     |
| 7       | 3       | Matthew Erickson          | Canadá         | 1:48.42 |       |
| 8       | 1       | Charlie Jeffreson         | Austrália      | 1:48.45 |       |
| 9       | 2       | Heithem Chenitef          | Argélia        | 1:48.55 | Q,    |
| 10      | 2       | Kacper Lewalski           | Polónia        | 1:48.76 | Q     |
| 11      | 1       | Bartosz Kitliński         | Polónia        | 1:48.82 |       |
| 12      | 3       | J'voughnn Blake           | Jamaica        | 1:48.87 |       |
| 13      | 2       | Paul Anselmini            | França         | 1:48.96 |       |
| 14      | 2       | Dominic Kiptoo Barngetuny | Quênia         | 1:49.04 |       |
| 15      | 1       | Bader Alsweed             | Kuwait         | 1:49.10 |       |
| 16      | 1       | Luke Hitchcock            | Nova Zelândia  | 1:49.36 |       |
| 17      | 1       | Samuel Rodman             | Estados Unidos | 1:49.47 |       |
| 18      | 2       | Abdo-Razak Hassan         | Djibuti        | 1:49.74 |       |
| 19      | 3       | Jakub Dudycha             | Chéquia        | 1:50.10 |       |
| 20      | 2       | Miles Brown               | Estados Unidos | 1:50.17 |       |
| 21      | 3       | Luke Boyes                | Austrália      | 1:50.26 |       |
| 22      | 2       | Malik Skupin-Alfa         | Alemanha       | 1:50.43 |       |
| 23      | 2       | Giovanni Lazzaro          | Itália         | 1:51.72 |       |
| 24      | 1       | Ole Jakob Solbu           | Noruega        | 1:54.93 |       |

### Final
A prova final foi realizada no dia 6 de agosto às 13:16. 
| Posição           | Raia | Atleta           | Nacionalidade | Tempo   | Notas           |
| ----------------- | ---- | ---------------- | ------------- | ------- | --------------- |
| Medalha de ouro   | 4    | Ermias Girma     | Etiópia       | 1:47.36 |                 |
| Medalha de prata  | 1    | Heithem Chenitef | Argélia       | 1:47.61 | Recorde pessoal |
| Medalha de bronze | 8    | Ethan Hussey     | Reino Unido   | 1:47.65 |                 |
| 4                 | 3    | Kacper Lewalski  | Polónia       | 1:47.84 |                 |
| 5                 | 6    | Samuel Reardon   | Reino Unido   | 1:48.33 |                 |
| 6                 | 2    | James Harding    | Nova Zelândia | 1:48.35 |                 |
| 7                 | 6    | Noah Kibet       | Quênia        | 1:48.50 |                 |
| 8                 | 7    | Mersimoi Kasahun | Etiópia       | 1:49.27 |                 |

Legenda
| Recorde mundial       | Recorde mundial (World record)               |                       | Recorde africano                      | Recorde africano (African) |                                           | Q | Classificado por posição (Qualified) |
| Recorde do campeonato | Recorde do campeonato (Championship record)  | Recorde da América    | Recorde da América (Americas)         | q                          | Classificado por melhor tempo (Qualified) |   |                                      |
| Melhor marca do ano   | Melhor marca do ano (World leading)          | Recorde asiático      | Recorde asiático (Asian)              | DNS                        | Não largou (Did not start)                |   |                                      |
| Recorde nacional      | Recorde nacional (National record)           | Recorde europeu       | Recorde europeu (European)            | DNF                        | Não terminou (Did not finish)             |   |                                      |
| Recorde pessoal       | Recorde pessoal do atleta (Personal best)    | Recorde da Oceania    | Recorde da Oceania (Oceania)          | DSQ / DQ                   | Desclassificado (Disqualified)            |   |                                      |
| Recorde da temporada  | Recorde da temporada do atleta (Season best) | Recorde sul-americano | Recorde sul-americano (South America) | NM                         | Sem marca (No mark)                       |   |                                      |